# Franz Antoine
Franz-de-Paula Antoine (Löwelbastei, Viena, 23 de fevereiro de 1815 — Viena, 11 de março de 1886) foi um botânico, especialista em horticultura e jardinagem, responsável pelos jardins reais de Viena, considerado a maior autoridade no estudo das Bromeliaceae do seu tempo.

## Biografia
Nasceu no Paradeisgartl, no Löwelbastei de Viena, onde o seu pai, Franz Antoine (1768-1834), era jardineiro ao serviço da realeza vienense. Tendo nascido e crescido na residência do jardineiro do Paradeisgartl, hoje parte do Volksgarten de Viena, desde muito cedo se dedicou à horticultura e à jardinagem, campos em que se tornou um especialista.
De 1827 a 1833 estudou desenho de paisagem na Academia de Belas Artes de Viena, ao mesmo tempo frequentou cursos de botânica no Jardim Botânico, ministrados, entre outros, por Joseph Franz von Jacquin.
Em 1833, foi nomeado jardineiro adjunto dos Jardins do Hofburg de Viena (o Hofburggarten), onde era responsável pela manutenção e inventário de uma extensa variedade de plantas. Entre 1836 e 1838 recebeu uma bolsa de viagem, concedida pela família imperial, para realizar uma viagem estudo de horto-floricultura pela Alemanha, França, Inglaterra, Holanda e Bélgica.
Entre 1838 e 1841 trabalhou novamente no Hofburggarten. Em 1841 foi nomeado jardineiro da corte no palácio imperial de Hetzendorf, cujo jardim redesenhou no estilo paisagístico inglês. Nesse período escreveu a sua primeira obra de vulto, sobre as coníferas, que publicou em 1840 e para a qual ele próprio fez as ilustrações botânicas.
A partir de 1847 foi nomeado jardineiro da corte no Hofburggarten. Em 1850, foi encarregado do desenho da praça em frente ao Hofburg (hoje a Heldenplatz) e, em 1884 desenhou a ligação do conjunto dos Volksgarten com a planeada segunda ala dos jardins do Hofburg.
Tornou-se conhecido internacionalmente como jardineiro com a publicação em 1852 da sua obra intitulada Der Wintergarten in der Kaiserlichen Königlichen Hofburg zu Wien (O jardim de inverno do palácio real e imperial de Viena). Foi homenageado por ambas as casas reais pelo magnífico trabalho, do qual também enviou cópias às cortes prussiana e bávara.
Em 1865 Franz Antoine foi nomeado diretor de jardinagem de todos os parques e jardins imperiais da monarquia Austro-Húngara. Nessas funções, para além de dirigir o serviço de jardinagem do Palácio de Schönbrunn, em Viena, estava encarregado da manutenção de todos os parques e jardins imperiais espalhados pelo Império Austro-Húngaro.
Para além das suas funções como responsável pelos parques e jardins imperiais, especialmente a partir de 1869, ano em que ficou responsável direto apenas pelos jardins imperiais em Viena, dedicou-se intensamente ao estudo da botânica, incluindo entre as suas atividades científicas a criação de uma importante coleção de bromélias, adquirindo a reputação de ser o maior especialista mundial na morfologia e taxonomia da família Bromeliaceae. Também se dedicou ao estudo taxonómico de outros grupos vegetais, com destaque para diversos grupos de coníferas, especialmente as Cupressaceae (ciprestes e afins).
Foi também um ávido fotógrafo, produzindo uma alargada coleção de fotografias, que inclui naturezas mortas, plantas e cenas da vida vienense, algumas das quais mereceram ser expostas em Viena (1864, 1873) e em Paris (1867).

## Obras
- Die Coniferen nach Lambert, Loudon und anderen frei bearbeitet, Commission der F. Beck'schen Universitäts-Buchhandlung, 1840-1841.
- Der Wintergarten der K. K. Hofburg zu Wien, 1852.
- Coniferen des Cilicischen Taurus (em colaboração com Karl Georg Theodor Kotschy), 1855.
- Die Cupressineen-Gattungen: Arceuthos, Juniperus u. Sabina, 1857-1860.
- Phyto-Iconographie der Bromeliaceen …, 1884.
- 1840.
- Ueber die Methode, Pflanzen photographisch darzustellen und zu vergrößern, in: Zeitschrift für Fotografie und Stereoskopie 5, 1862.
- Photographische Blätter aus dem Wintergarten des k. k. Hofburggartens in Wien, um 1875.

## Galeria
Fotografias artísticas da autoria de Franz Antoine:

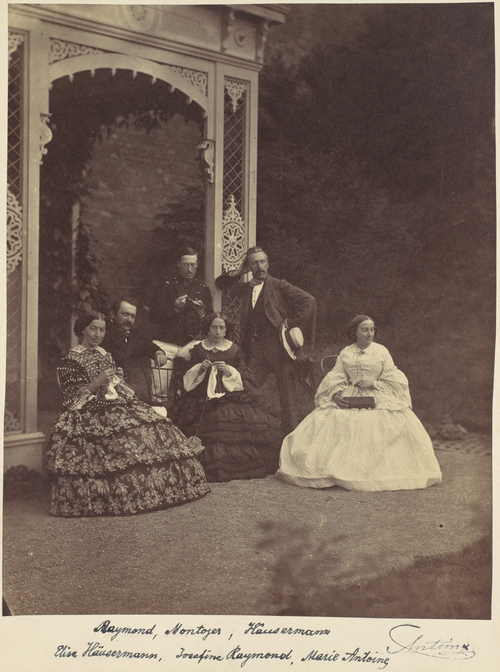
Porträt im Garten
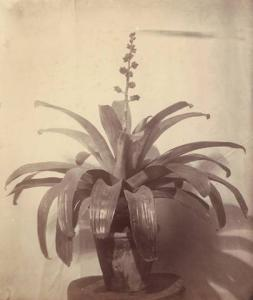
Hohenbergia Augusta
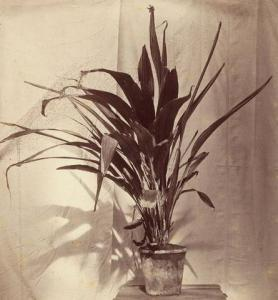
Piti Coralina